# Yongdu-dong, Jecheon
Yongdu-dong (koreanska: 용두동) är en stadsdel i staden Jecheon i provinsen Norra Chungcheong, i den centrala delen av Sydkorea, 120 km sydost om huvudstaden Seoul.